# Jethro Lennox
Pour les articles homonymes, voir Lennox.
Jethro Lennox, né le 6 décembre 1976 en Écosse, est un coureur de fond écossais spécialisé en fell running. Il a remporté le titre de champion du monde de course en montagne longue distance 2008.

## Biographie
Il débute l'athlétisme grâce à son père, membre du club Law & District AAC, qui l'emmène courir lors de ses entraînements.
En 2002, il décroche trois podiums lors des championnats d'Écosse de fell running et se classe deuxième. Il domine la saison 2004 en remportant la victoire aux courses de Screel, Melantee, Carnethy 5 et Pentland Skyline, ainsi qu'une deuxième place à 2 Breweries. Il obtient ainsi un score parfait avec quatre victoires comptant pour le classement. Il remporte son deuxième titre écossais en 2006 avec deux victoires aux courses de Ben Lomond et Dollar ainsi que deux autres podiums.
En 2005, il termine deuxième à Moelwyn Peaks, troisième à Wasdale et à Culter et se classe deuxième des championnats de Grande-Bretagne de fell running. En 2008, il se classe à nouveau deuxième des championnats nationaux avec quatre podiums.
Lors de la Three Peaks Race 2008, comptant comme Challenge mondial de course en montagne longue distance, il est à la lutte avec le jeune Slovène Mitja Kosovelj. Le duo se retrouve en tête après que le leader Martin Cox ait abandonné. Jethro parvient à doubler Mitja pour aller remporter la victoire en 2 h 53 min 39 s.
Il établit sa meilleure performance en marathon en 2 h 24 min 11 s lors du marathon de Londres 2009 où il termine 27e.
En 2011, il termine quatrième du Challenge mondial de course en montagne longue distance à Podbrdo et remporte la médaille d'or par équipes grâce au tir groupé de ses compatriotes Thomas Owens et Robbie Simpson, terminant les deux devant lui. Le 2 octobre, il remporte le marathon de Jersey avec un temps de 2 h 32 min 5 s.

## Palmarès

### Course en montagne
| no  | masculin           | Course                                                  | Longueur | Départ           | Temps           |
| --- | ------------------ | ------------------------------------------------------- | -------- | ---------------- | --------------- |
| 3e  | Médaille de bronze | Course du Ben Nevis                                     | 14 km    | 2 septembre 2006 | 1 h 35 min 25 s |
| 1re | Médaille d'or      | Challenge mondial de course en montagne longue distance | 37,4 km  | 26 avril 2008    | 2 h 53 min 39 s |
| 10e | 10e                | Challenge mondial de course en montagne longue distance | 42,2 km  | 10 octobre 2009  | 3 h 22 min 14 s |
| 4e  | 4e                 | Challenge mondial de course en montagne longue distance | 37,5 km  | 18 juin 2011     | 3 h 33 min 21 s |

### Route
| Année | Compétition        | Lieu         | Place | Épreuve  | Performance    |
| ----- | ------------------ | ------------ | ----- | -------- | -------------- |
| 2011  | Marathon de Jersey | Saint-Hélier | 1er   | Marathon | 2 h 32 min 5 s |